# Girolama Lorefice Grimaldi
Girolama Lorefice Grimaldi (Modica, 27 settembre 1681 – Modica, 1762) è stata una poetessa italiana.

## Biografia
Figlia del principe Enrico Grimaldi, Girolama nacque a Modica il 27 settembre 1681. Sposò Blasco Castilletti barone di Camemi e, dopo la sua morte, Giacinto Lorefice. Fu membro delle accademie dei Geniali, del Buon Gusto e degli Ereini di Palermo, degli Occulti di Trapani, dei Vaticinanti di Marsala e degli Ardenti di Modica. Fu lodata da Tommaso Campailla negli Emblemi (pp. 30, 36) e nell’Adamo (canto VIII, stanza 113) e dal Giornale de' letterati d'Italia (tom. XXXVII, p. 490). Girolama morì a Modica nel 1762.

## Opere
- La Dama in Parnaso. Poesie Italiane (PDF), Palermo, presso Vincenzo Toscano, 1723.